# (307) Nike
(307) Nike ist ein Asteroid des äußeren Hauptgürtels, der am 5. März 1891 vom französischen Astronomen Auguste Charlois am Observatoire de Nice entdeckt wurde.
Der Asteroid ist benannt nach Nike, der griechischen Siegesgöttin, die der römischen Victoria entspricht. Der Name bezeichnet auch den griechischen Namen der Entdeckungsstadt.

## Wissenschaftliche Auswertung
Aus Ergebnissen der IRAS Minor Planet Survey (IMPS) wurden 1992 Angaben zu Durchmesser und Albedo für zahlreiche Asteroiden abgeleitet, darunter auch (307) Nike, für die damals Werte von 55,0 km bzw. 0,05 erhalten wurden. Eine Auswertung von Beobachtungen durch das Projekt NEOWISE im nahen Infrarot führte 2011 zu vorläufigen Werten für den Durchmesser und die Albedo im sichtbaren Bereich von 62,8 km bzw. 0,04. Nach neuen Messungen mit NEOWISE wurden die Werte 2014 auf 61,3 km bzw. 0,04 korrigiert. Nach der Reaktivierung von NEOWISE im Jahr 2013 und Registrierung neuer Daten wurden die Werte 2015 zunächst mit 48,1 oder 54,5 km bzw. 0,07 oder 0,06 angegeben und dann 2016 korrigiert zu 52,1 km bzw. 0,07, diese Angaben beinhalten aber alle hohe Unsicherheiten.
Eine spektroskopische Untersuchung von 820 Asteroiden zwischen November 1996 und September 2001 am La-Silla-Observatorium in Chile ergab für (307) Nike eine taxonomische Klassifizierung als X-Typ.
Photometrische Messungen des Asteroiden fanden erstmals statt vom 7. Februar bis 12. März 2000 während fünf Nächten am Highland Road Park Observatory in Louisiana. Die aufgezeichnete Lichtkurve wurde zu einer Rotationsperiode von 7,902 h ausgewertet. Neue Beobachtungen während sieben Nächten vom 15. April bis 28. Mai 2016 am Organ Mesa Observatory in New Mexico führten jedoch zur eindeutigen Bestimmung eines Wertes von 11,857 h. Eine Periode im Bereich von 7,9 Stunden konnte dagegen ebenso wie eine mit dem doppelten Wert definitiv ausgeschlossen werden.
Mit dem Weltraumteleskop Transiting Exoplanet Survey Satellite (TESS) konnten während dessen Durchmusterung des Südhimmels 2018 bis 2019 auch Objekte des Sonnensystems beobachtet werden. Dabei wurden auch die Lichtkurven von fast 10.000 Asteroiden aufgezeichnet. Für (307) Nike wurde aus Messungen vom 19. Oktober bis 6. November 2018 eine Rotationsperiode von 11,8559 h erhalten.
Aus archivierten Daten des Asteroid Terrestrial-impact Last Alert System (ATLAS) aus dem Zeitraum 2015 bis 2018 konnte in einer Untersuchung von 2022 mit der Methode der konvexen Inversion eine Rotationsperiode von 11,856 h bestimmt werden.